# Boardwalk Entertainment Corporation
Die Boardwalk Entertainment Corporation war eine 1980 von Neil Bogart gegründete unabhängige Schallplattenfirma und hatte unter anderem Joan Jett, Curtis Mayfield und Ohio Players unter Vertrag.

## Gründung von Boardwalk
Bogart, Gründer von Casablanca Records, verkaufte am 8. Februar 1980 seine restlichen Geschäftsanteile an der Firma an PolyGram, die seit 1976 bereits 50 % von Casablanca gehalten hatten, und stieg aus der Firma aus, behielt jedoch seine Anteile am Casablanca-Grundbesitz.
Ende Februar 1980 hatte Bogart zusammen mit seinem Partner von Casablanca FilmWorks, Peter Guber, und dem Produzenten Jon Peters (Caddyshack) eine neue Firma, Boardwalk Entertainment, gegründet und viele ehemalige Casablanca-Mitarbeiter eingestellt. Die Firmenidee war, ein Multimedia-Unternehmen zu etablieren, das Videos, Filme, Theaterproduktionen und Schallplatten vermarkten sollte.
Da Guber jedoch 50 % von PolyGram Pictures hielt und Peters sich ebenfalls dort eingekauft hatte, entschieden sich beide Partner, Boardwalk zu verlassen. Bogart betrieb Boardwalk ohne weitere Partner zusammen mit seiner Frau Joyce.
Neben den Bogarts gehörten Irv Biegel (Executive Vice President), Ruben Rodriguez (Vice President of Promotion, East Coast), Ellen Wolff (Director of Creative Services), David Shein (Director of Business Affairs), Scott Kranzberg (Vice President of Promotion) und Gary LaMel zum Führungsstab der Firma.
Bogart ließ seine Produkte zunächst vom Major CBS vertreiben, ohne der Firma jedoch Anteile an Boardwalk zu überlassen, und beschritt so schon 1981 einen Weg, der sich erst im 21. Jahrhundert in ähnlicher Weise durchsetzte, als Künstler begannen, ihre Rechte selbst zu vermarkten und Schallplattenfirmen dadurch nur noch als Vertriebskanal fungierten. Bogarts Versuch scheiterte jedoch nach kurzer Zeit, und er betrieb Boardwalk als unabhängiges Label weiter.

## Broadway-Produktion
Bogart versuchte 1981, mit Boardwalk auch auf dem Broadway Fuß zu fassen, als er Produzent des Musicals The First wurde, das auf dem Leben des Baseball-Stars Jackie Robinson basierte. Das Musical hatte seine Premiere am 17. November 1981 im Martin Beck Theatre, wo es bis zum 12. Dezember 1981 lief. Insgesamt wurden 37 Vorstellungen gezeigt, das Stück hatte also keinen nennenswerten kommerziellen Erfolg. Allerdings gewann David Alan Grier für seine Darstellung des Jackie Robinson 1982 den Theatre World Award für die beste männliche Hauptrolle in einem Musical. Außerdem wurde The First 1982 für mehrere Tony Awards nominiert, nämlich in den Kategorien Best Book of a Musical, Best Featured Actor in a Musical und Best Direction of a Musical.

## Erfolge
Ende 1981 und im ersten Quartal 1982 setzte für Bogart dann wieder Erfolg ein: Richard „Dimples“ Fields hatte mit If it Ain't One Thing... It's Another und seinem Album Mr. Look So Good Erfolg, vor allem sorgte aber Joan Jett, die mit I Love Rock'n Roll sieben Wochen lang Platz eins der US-Charts innehatte, für den nötigen Schwung, den das Label brauchte. Jetts Hit war gleichzeitig Bogart's größter Erfolg als Manager. Zahlreiche andere Künstler des Labels hatten ebenfalls Erfolg in den Hitparaden, zumeist jedoch nur im Bereich der „Top 40“.
Zu Boardwalks Künstlern gehörten außerdem Ringo Starr, Night Ranger, und Carole Bayer Sager, damals Ehefrau von Burt Bacharach.
Boardwalk veröffentlichte insgesamt 88 Tonträger (Singles und Alben).

## Tod des Gründers
Bogart starb am 8. Mai 1982 im Alter von 39 Jahren an Lymphdrüsenkrebs, der erst Ende 1981 diagnostiziert worden war.

## Ende des Labels
Nach dem Tod Bogarts, der als Marketing-Genie galt, sanken die Umsätze und Einnahmen des Labels erheblich, sodass es bankrottging. Boardwalk wurde 1983 geschlossen.
2011 gründeten die Söhne Neil Bogarts, der Produzent und Drehbuchautor Timothy Scott Bogart und sein Bruder Evan Kidd Bogart, zusammen mit Gary Randall die Boardwalk Entertainment Group. Das Logo der Firma ist das modernisierte Logo der Firma ihres Vaters, auch die Zielrichtung ist identisch. Die Firma besteht aus fünf Abteilungen: Boardwalk Films, Boardwalk Television, Boardwalk Records, Boardwalk Publishing und Boardwalk Technology.